# Sofie Asplund
Sofie Katarina Asplund, född 5 september 1985 i Stockholm, är en åländsk opera- och musikalsångerska (lyrisk sopran).
Asplund sjöng 2018 rollen som Zerbinetta i Ariadne på Naxos på Göteborgsoperan – en roll för vilken hon nominerades till Operapriset av tidningen Opera. Våren 2019 gjorde hon rollen som Constance i Karmelitsystrarna och Zerlina i Don Giovanni på Kungliga Operan i Stockholm. Hon gestaltade Anne Truelove i Stravinskys Rucklarens väg med Barbara Hannigan och Münchens filharmoniker samt var på Europaturné under våren 2019 med Ludwig-orkestern. 
Under september 2019 Asplund hon i rollen som Susanna i Figaros bröllop på Göteborgsoperan. Hon var tillsammans med Peter Mattei sångsolister i Brahms Ein deutsches Requiem vid Göteborgs konserthus i oktober samma år och vid Nobelfestligheterna i december samma år var solist i Stockholms konserthus.

## Utbildning och praktik
Asplund är född i Stockholm men uppvuxen i Mariehamn på Åland. Hon studerade först klassisk sång och opera vid Ålands musikinstitut och dansskola, Vadstena folkhögskola, Birkagårdens folkhögskola och gick därefter även en kammarmusikutbildning i Vadstena-Akademien. Efter Stockholm Operastudio vid Kulturama började Sofie Asplund 2009 på Operahögskolan i Stockholm. Hon gjorde sin praktik säsongen 2010–2011 på Kungliga Operan och hade då rollen som Barbarina i Figaros bröllop. Hon fick göra ett längre studieuppehåll efter två år för att spela rollen som Maria i West Side Story på Göteborgsoperan under säsongen 2011–2012. Asplund blev klar med kandidatprogrammet 2013 vid Operahögskolan i Stockholm. Hon sjöng rollen som  Carolina i slutproduktionen Det hemliga äktenskapet i maj 2013 på Drottningholms slottsteater.

## Karriär
Asplund har framträtt vid Mariehamnsteatern på Åland och på olika scener i Sverige. På Vadstena-Akademien gestaltade hon sommaren 2011 Lydia i den nyskrivna operan Stolthet och fördom. Hon har även medverkat i en annan nyskriven opera, Bridgend Blues, av Olov Olofsson och gjort rollen som Adele i Läderlappen på Operastudion. Under studietiden på Operahögskolan hade hon rollen som Despina i Così fan tutte.
Som solist har hon framträtt i oratorier som Mozarts Requiem, Bachs Magnificat och Johannespassionen med Drottningholms Barockensemble. Hon har även framträtt som solist vid romans- och kyrkokonserter. Sommaren 2010 gjorde hon rollen Laura i Vadstena-Akademiens uppsättning Star-Cross'd Lovers.
På Läckö slottsteater hade Asplund sommaren 2012 huvudrollen som Räven i Den listiga lilla räven av Leoš Janáček och rollen som Titiana i Benjamin Brittens En midsommarnattsdröm sommaren 2013. På Malmö Opera gjorde hon Pousette i Manon av Jules Massenet under november–december 2013 och Sophie i Rosenkavaljeren under april–maj 2014. I augusti 2014 medverkade hon som Första tjänarinnan i Göteborgsoperans konsertanta version av Daphne. Denna roll hade hon även våren 2015 på operan i Basel, Theater Basel. Vid ett inhopp på premiären den 13 september 2014 på Göteborgsoperan gjorde Asplund succé i rollen som Susanna i Figaros bröllop. Hon delade rollen med Ida Falk Winland under hösten 2014. Vid sju föreställningar under januari–februari 2016 hade hon denna roll på nytt vid Göteborgsoperan. 
Vid Göteborgsoperan hade Asplund under januari–februari 2015 rollen som Greta i barnoperan Hans och Greta. Våren 2015 gjorde hon Gilda i Rigoletto, spelad under en tältturné på sju orter i Västra Götaland med start i Skövde och avslutning i Tidaholm.
Under hösten 2015 och några gånger under våren 2016 sjöng Asplund för första gången på Finlands nationalopera i Helsingfors. Där hade hon en av huvudrollerna, som Christine Daaé, i musikalen Fantomen på Operan med premiär den 4 september. Jan Granberg i Hufvudstadsbladet skrev en uppskattande recension: Hela föreställningens klarast lysande stjärna är åländskan Sofie Asplund.
Under våren 2016 var Sofie Asplund tillbaka på Malmö Opera – för första gången som Oscar i Maskeradbalen. Hösten 2016 väntade Kungliga Operan – i augusti med rollen som Susanna i Figaros bröllop – och i december den nya rollen som Olga Sukarev i Fedora.
I februari 2017 återkom Asplund i rollen som Oscar i Maskeradbalen, denna gång på Kungliga Operan. Hösten 2017 var hon tillbaka på Göteborgsoperan i The Phantom of the Opera där hon i premiären hade en av huvudrollerna som Christine Daeé. Rollen delades med Frida Engström och den estniska musikalartisten Hanna-Liina Võsa.
Under våren 2018 hade Sofie Asplund en av huvudrollerna som Zerbinetta i Ariadne på Naxos, som gavs på Göteborgsoperan med premiär den 3 februari och då direktsänd i Sveriges Radio.
I maj 2019 rolldebuterade Asplund som Anne Truelove i Rucklarens väg. Detta är Barbara Hannigans Equilibrum young artists’ projekt med föreställningar i München med Münchner Philharmoniker och därefter på europaturné med Ludwig Orchestra till Amsterdam, Paris, Hamburg och Dresden samt Dortmund.
Sofie Asplund och Peter Mattei var sångsolister i Göteborgs konserthus den 18-19 oktober 2019 då Brahms Ein deutsches Requiem framfördes av Göteborgs Symfoniker tillsammans med Göteborgs Symfoniska kör under ledning av Christoph Eschenbach.
Vid utdelningen av Nobelpriset i Stockholms konserthus den 10 december 2019 var Sofie Asplund solist. Då framförde hon bland annat Jean Sibelius arioso "Flickan gick en vintermorgon", "Salut d’Amour" av Edward Elgar och "Ah! Je veox vivre" ur Romeo och Julia av Charles Gounod.

## Stipendier

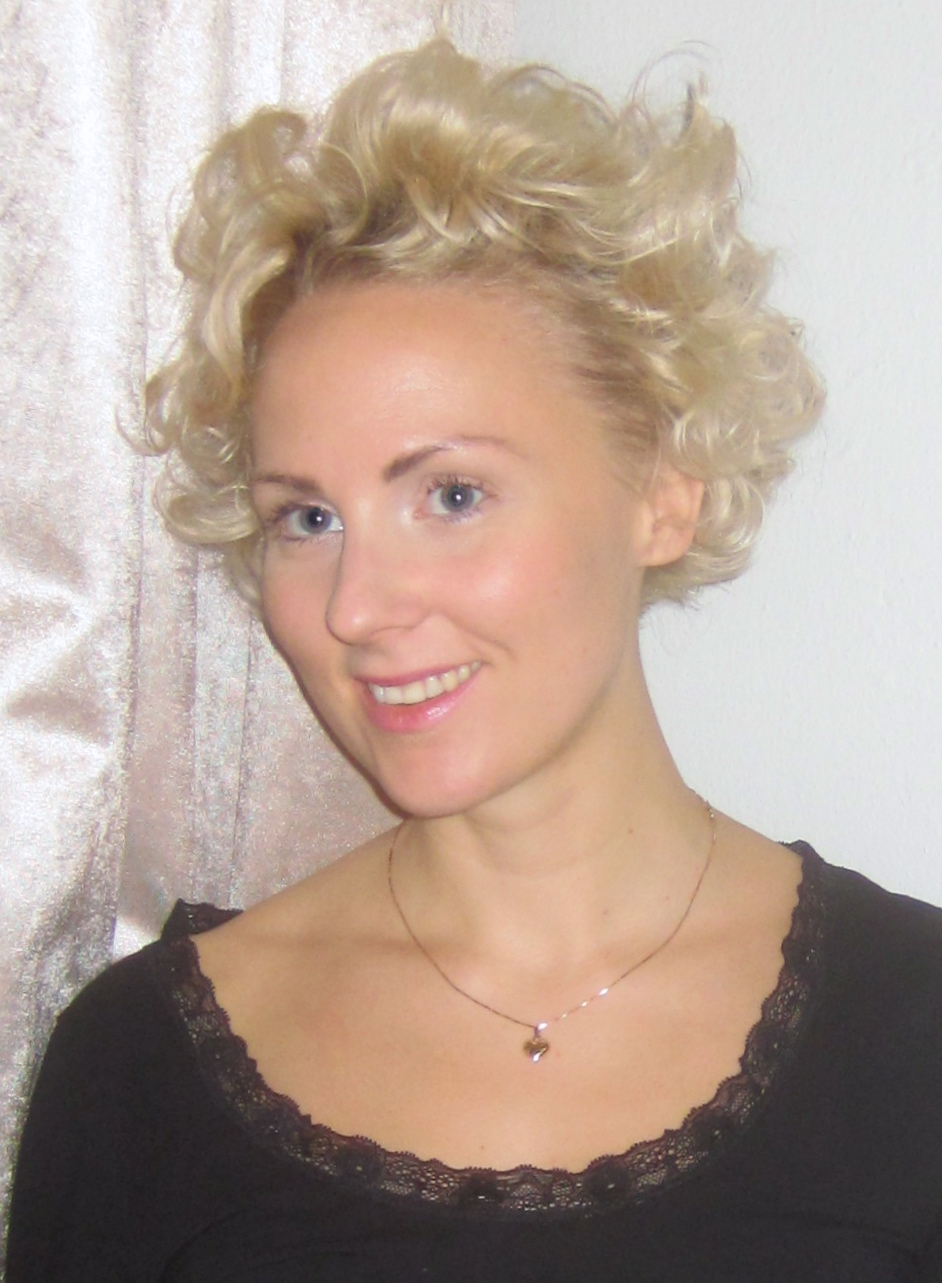
Sofie Asplund, oktober 2014.

Sofie Asplund har bland annat tilldelats följande stipendier: 
- Östgöta Gilles kulturstipendium
- Kungliga Musikaliska Akademiens utbildningsstipendium, 2012, 2013 och 2014.[29][30]
- Anders Walls utbildningsstipendium, Giresta-stipendiet, 2013.[31]
- Birgit Nilsson-stipendiet, 2013[32]
- Drottningholmsteaterns Vänner, Ingrid och Oscar Falkmans fond, 2014.[33]
- Rosenborg-Gehrmans studiestipendium, 2015[34]
- Sten A Olssons kulturstipendium, 2018.[35][36]
- Hjördis Schymberg Award, 2018.[37]
- Stipendium ur Josef Herous minnesfond, 2021.

## Roller (årtal anger ffg.)

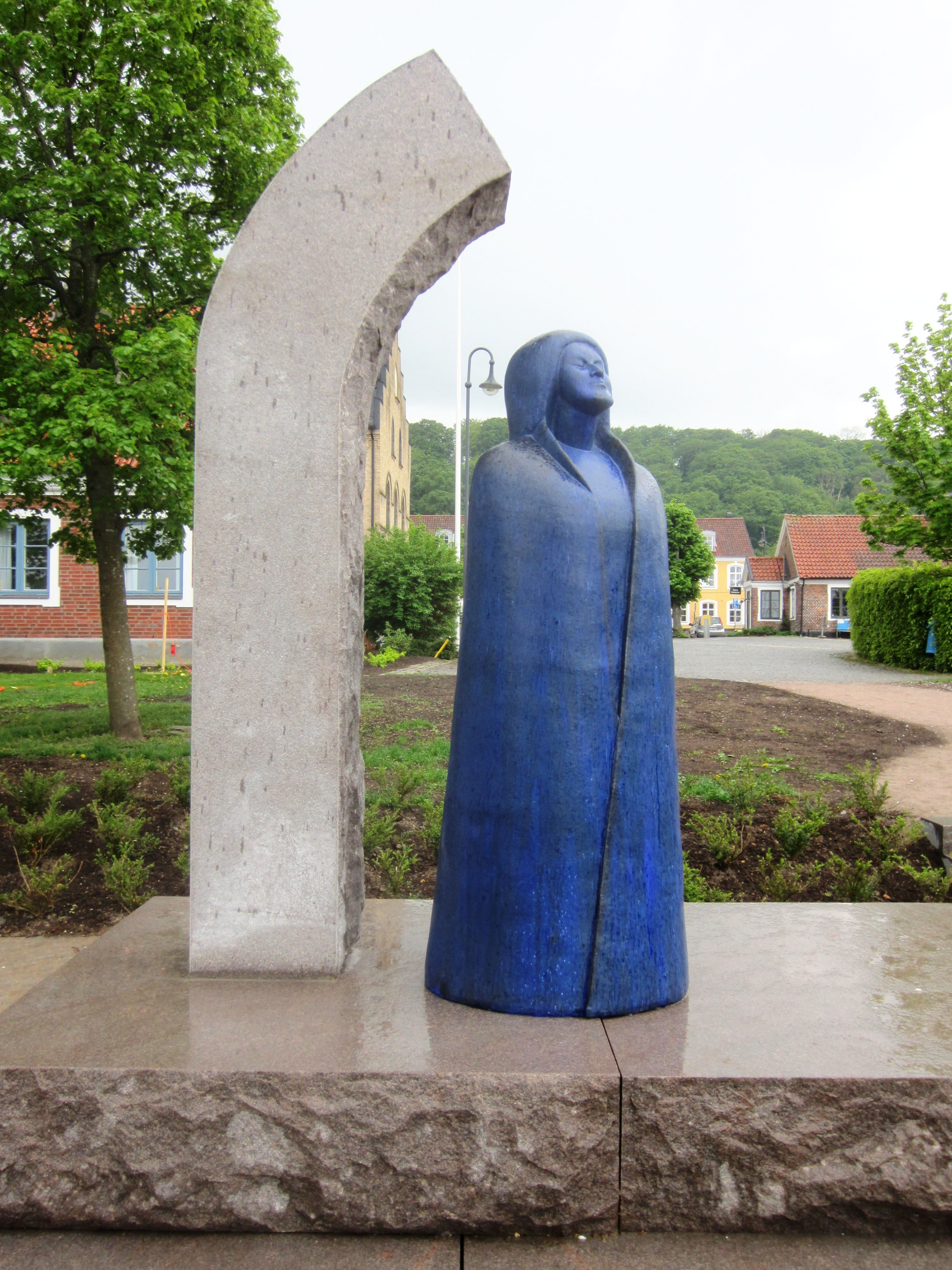
Sofie Asplund fick Birgit Nilssons stipendium den 7 september 2013 – några månader efter det att statyn ”Birgit” hade avtäckts i Båstad.

| Rollfigur                | Opera                   | Kompositör              | Datum och år      | Plats                                                     |
| ------------------------ | ----------------------- | ----------------------- | ----------------- | --------------------------------------------------------- |
| Barbarina                | Figaros bröllop         | Wolfgang Amadeus Mozart | sep 2010–jan 2011 | Kungliga Operan                                           |
| Lydia                    | Stolthet och fördom     | Daniel Nelson           | jul–aug 2011      | Vadstena-Akademien                                        |
| Maria                    | West Side Story         | Leonard Bernstein       | sep 2011–mar 2012 | Göteborgsoperan                                           |
| Räven Skarpöga           | Den listiga lilla räven | Leoš Janáček            | jul–aug 2012      | Läckö slott                                               |
| Carolina                 | Det hemliga äktenskapet | Domenico Cimarosa       | maj–jun 2013      | Drottningholms slottsteater                               |
| Titania                  | En midsommarnattsdröm   | Benjamin Britten        | jul–aug 2013      | Läckö slott                                               |
| Pousette                 | Manon                   | Jules Massenet          | nov–dec 2013      | Malmö Opera                                               |
| Sophie                   | Rosenkavaljeren         | Richard Strauss         | apr–maj 2014      | Malmö Opera                                               |
| Första tjänarinnan       | Daphne                  | Richard Strauss         | aug 2014          | Göteborgsoperan                                           |
| Susanna                  | Figaros bröllop         | Wolfgang Amadeus Mozart | sep–nov 2014      | Göteborgsoperan                                           |
| Greta                    | Hans och Greta          | Engelbert Humperdinck   | jan–feb 2015      | Göteborgsoperan                                           |
| Gilda                    | Rigoletto               | Giuseppe Verdi          | apr–maj 2015      | Göteborgsoperan – turné                                   |
| Christine Daaé           | Fantomen på Operan      | Andrew Lloyd Webber     | sep 2015–maj 2016 | Finlands nationalopera                                    |
| Oscar                    | Maskeradbalen           | Giuseppe Verdi          | mar–jun 2016      | Malmö Opera.                                              |
| Olga Sukarev             | Fedora                  | Umberto Giordano        | dec 2016–jan 2017 | Kungliga Operan.                                          |
| Zerbinetta               | Ariadne på Naxos        | Richard Strauss         | feb–mar 2018      | Göteborgsoperan.                                          |
| Syster Constance         | Karmelitsystrarna       | Francis Poulenc         | feb 2019          | Kungliga Operan.                                          |
| Zerlina                  | Don Giovanni            | Wolfgang Amadeus Mozart | mar-jun 2019      | Kungliga Operan.                                          |
| Anne Trulove             | Rucklarens väg          | Igor Stravinskij        | maj 2019          | München, Amsterdam, Paris, Hamburg, Dresden och Dortmund. |
| Fostersystern            | Herr Arnes penningar    | Gösta Nystroem          | feb-mar 2022      | Göteborgsoperan.                                          |
| Niece på bykrogen Galten | Peter Grimes            | Benjamin Britten        | mar-apr 2025      | Göteborgsoperan.                                          |

### Konserter
Sofie Asplund har även framträtt i konsertsammanhang. På repertoaren har hon verk som Brahms Ein deutsches Requiem, Mozarts Requiem, Kröningsmässan, Exultate Jubilate och C-moll mässan. Hon har även sjungit Bachs Magnificat, Johannespassionen och Matteuspassionen, Skapelsen av Haydn, Pergolesis och Poulencs Stabat mater liksom Orffs Carmina Burana och Förklädd gud av Lars-Erik Larsson.
Den 15 augusti 2021 inledde Göteborgsoperan sin säsong. En del av programmet bestod av en ”önskekonsert” med tre verk framröstade av publiken. Som det första verket sjöng Sofie Asplund "O mio babbino caro" ur Gianni Schicchi.